# ポール・エミール・アペル
ポール・エミール・アペル（仏: Paul Émile Appell、1855年9月27日 - 1930年10月24日
）は、フランスの数学者、パリ大学の校長。アペル多項式やアペルの運動方程式、パリ14区のポール＝アペル通りや小惑星アペラは彼に因む。

## 経歴
1873年、パリの高等師範学校に入学した。同級生にマリ＝ジョルジュ・ピカールがいる。1892年、フランス科学アカデミーに選出された。
1895年、エコール・サントラル・パリの教授になった。1903年から1920年まで、パリ大学理学部のディーン、1920年から1925年まで大学長を務めた。
1919年から1921年までフランス天文学会の会長を務めた。
娘のマルグリット・アペルは数学者エミール・ボレルと結婚した。
アペルは無神論者であった。

## 功績
アペルは代数関数、微分方程式、複素解析の分野で活躍した。また、ミシェル・シャールの系譜を継いで射影幾何学を研究した。アンリ・ポアンカレの作品集の共著者であった（第一巻はジュール・ドラッシュも共著）。

### アペル級数
2変数の超幾何級数F1, F2, F3, F4からなる級数を導入した。現在これはアペル級数と呼ばれ、ガウスの超幾何級数を一般化している。
アペルはアペル級数が解となるような偏微分方程式の集合とその公式、1変数の超幾何級数を用いた級数の表現を発見した。1926年、ジョゼフ・カンプ・ド・フェリエと一般化超幾何級数に関する論文を共著した。 

### 力学
力学では、解析力学において代替的に使うことのできるアペルの運動方程式を提案した。
二重周期関数はその周期が実であるとき、理想振り子の運動を表しているが、アペルは虚周期の物理学的な解釈を発見した。

## 出版物
- Traité de mécanique rationnelle, 4 Vols. （Gauthier-Villars, 1893–1896）
- Traité de mécanique rationnelle Tome I
- Traité de mécanique rationnelle Tome II
- Traité de mécanique rationnelle Tome III
- Traité de mécanique rationnelle Tome IV Fasc. 1
- Traité de mécanique rationnelle Tome IV Fasc. 2
- Traité de mécanique rationnelle Tome V[6]
- Les mouvements de roulement en dynamique （ジャック・アダマール共著、C. Hérissey, Évreux,  1899）
- Éléments de la théorie des vecteurs et de la géométrie analytique (Payot, 1921)
- Éléments d'analyse mathématique à l'usage des ingénieurs et des physiciens : cours professé à l'École centrale des arts et manufactures (Gauthier-Villars, 1921)
- Principes de la théorie des fonctions elliptiques et applications  E. Lacour 共著（Gauthier-Villars, 1897）
- Le problème géométrique des déblais et remblais （Gauthier-Villars, 1928)
- Souvenirs d'un alsacien, 肖像 （Payot, 1923）
- Théorie des fonctions algébriques et de leurs intégrales エドゥアール・グルサ（英語版、フランス語版）共著[7]。
- Fonctions hypergéométriques et hypersphériques with Joseph-Marie Kampé de Fériet（Gauthier-Villars, 1926）

より詳細な一覧はフランス国立図書館のカタログで閲覧することができる。